# Blaps tripolitanica
Blaps tripolitanica – gatunek chrząszcza z rodziny czarnuchowatych i podrodziny Tenebrioninae.
Gatunek ten został opisany w 1881 roku przez Ferdinanda Karscha. Klasyfikowany jest w grupie gatunków B. propheta. Badania przeprowadzone przez Condamine i współpracowników w 2011 wskazywały, że zajmuje pozycję siostrzaną względem kladu obejmującego B. pubescens i B. propheta, natomiast według badań z 2013 roku jest gatunkiem siostrzanym dla B. pubescens, a linie ewolucyjne tych gatunków rozeszły się około 3 mln lat temu, w pliocenie.
Chrząszcz znany z Maroka, Mauretanii, Algierii i Libii.